# Solduba
Solduba – wieś w Rumunii, w okręgu Satu Mare, w gminie Homoroade. W 2011 roku liczyła 291 mieszkańców. 